# Championnat d'Indonésie de football 2008-2009
Navigation
Saison précédente Saison suivante
La saison 2008-2009 du Championnat d'Indonésie de football est la quatorzième édition du championnat de première division en Indonésie et la première sous le nom d' Indonesia Super League. La compétition regroupe dix-huit équipes, regroupées au sein d'une seule poule où elles s'affrontent deux fois au cours de la saison, à domicile et à l'extérieur. En fin de saison, les trois derniers sont relégués tandis que le 15e du classement affronte le 4e de Premier Division, la deuxième division indonésienne.
C'est le club de Persipura Jayapura qui remporte le championnat après avoir terminé en tête du classement final, avec quatorze points d'avance sur un duo composé de Persiwa Wamena et de Persib Bandung.  C'est le deuxième titre de champion d'Indonésie de l'histoire du club, après le succès obtenu en 2005.

## Les clubs participants
| - Pelita Jaya - Persib Bandung - Persita Tangerang - PSMS Medan - Persija Jakarta - Deltra Putra Sidoarjo - Persela Lamongan - Persik Kediri - Persiwa Wamena | - Arema Malang - Persipura Jayapura - PSM Makassar - PSIS Semarang - Sriwijaya FC - Persitara Jakarta Utara - PKT Bontang - Persijap Jepara - Persiba Balikpapan |

## Compétition
Le barème utilisé pour établir l'ensemble des classements est le suivant :
- Victoire : 3 points
- Match nul : 1 point
- Défaite : 0 point

### Classement
| Rang | Équipe                  | Pts | J  | G  | N  | P  | Bp | Bc | Diff |
| ---- | ----------------------- | --- | -- | -- | -- | -- | -- | -- | ---- |
| 1    | Persipura Jayapura      | 80  | 34 | 25 | 5  | 4  | 81 | 25 | +56  |
| 2    | Persiwa Wamena          | 66  | 34 | 21 | 3  | 10 | 57 | 32 | +25  |
| 3    | Persib Bandung          | 66  | 34 | 20 | 6  | 8  | 63 | 40 | +23  |
| 4    | Persik Kediri           | 55  | 34 | 16 | 7  | 11 | 53 | 46 | +7   |
| 5    | Sriwijaya FC T'C'       | 54  | 34 | 15 | 9  | 10 | 60 | 45 | +15  |
| 6    | Persela Lamongan        | 54  | 34 | 16 | 6  | 12 | 41 | 35 | +6   |
| 7    | Persija Jakarta         | 53  | 34 | 15 | 8  | 11 | 61 | 48 | +13  |
| 8    | PSM Makassar            | 51  | 34 | 13 | 12 | 9  | 42 | 44 | -2   |
| 9    | Pelita Jaya             | 49  | 34 | 14 | 7  | 13 | 36 | 35 | +1   |
| 10   | Arema Malang            | 47  | 34 | 13 | 8  | 13 | 40 | 42 | -2   |
| 11   | Persijap Jepara         | 46  | 34 | 12 | 10 | 12 | 42 | 40 | +2   |
| 12   | Persiba Balikpapan      | 46  | 34 | 13 | 7  | 14 | 40 | 42 | -2   |
| 13   | PKT Bontang             | 37  | 34 | 9  | 10 | 15 | 43 | 54 | -11  |
| 14   | Persitara Jakarta Utara | 36  | 34 | 9  | 9  | 16 | 41 | 50 | -9   |
| 15   | PSMS Medan              | 31  | 34 | 6  | 13 | 15 | 41 | 54 | -13  |
| 16   | Deltra Putra Sidoarjo   | 29  | 34 | 7  | 8  | 19 | 30 | 55 | -25  |
| 17   | Persita Tangerang       | 25  | 34 | 6  | 7  | 21 | 26 | 65 | -39  |
| 18   | PSIS Semarang           | 21  | 34 | 4  | 9  | 21 | 17 | 62 | -45  |

|  | Qualification pour la Ligue des champions de l'AFC 2010 |
|  | Qualification pour la Coupe de l'AFC 2010               |
|  | Participation au barrage de promotion-relégation        |
|  | Relégation en deuxième division                         |

#### Barrage de promotion-relégation
Le 15e de Super League affronte le 4e de Premier Division dans un barrage en match simple pour déterminer le dernier club participant au championnat la saison prochaine.
| Équipe 1                | Résultat      | Équipe 2        |
| ----------------------- | ------------- | --------------- |
| Persebaya Surabaya (D2) | 1 - 1 6-5 tab | PSMS Medan (D1) |

## Bilan de la saison
| Championnat d'Indonésie de football 2008-2009 |                               |
| Champion                                      | Persipura Jayapura (2e titre) |
| Coupes et trophées                            |                               |
| Vainqueur de la Coupe d'Indonésie 2008-2009   | Sriwijaya FC                  |
| Qualifications continentales                  |                               |
| Ligue des champions de l'AFC 2010             | Persipura Jayapura            |
| Ligue des champions de l'AFC 2010             | Sriwijaya FC (barrages)       |
| Coupe de l'AFC 2010                           | Persiwa Wamena                |
| Promotions et relégations                     |                               |
| Promus en Premier Division                    | Persisam Putra                |
| Promus en Premier Division                    | Persema Malang                |
| Promus en Premier Division                    | PSPS Pekanbaru                |
| Promus en Premier Division                    | Persebaya Surabaya            |
| Relégués en Second Division                   | Deltra Putra Sidoarjo         |
| Relégués en Second Division                   | Persita Tangerang             |
| Relégués en Second Division                   | PSIS Semarang                 |
| Relégués en Second Division                   | PSMS Medan                    |